# Mac Forehand
McHenry Forehand (conocido como Mac Forehand; Winhall, 4 de agosto de 2001) es un deportista estadounidense que compite en esquí acrobático, especialista en las pruebas de big air y slopestyle.
Ganó una medalla de plata en el Campeonato Mundial de Esquí Acrobático de 2025, en la prueba de slopestyle. Consiguió cinco medallas en los X Games de Invierno.

## Medallero internacional
| Campeonato Mundial | Campeonato Mundial | Campeonato Mundial | Campeonato Mundial |
| Año                | Lugar              | Medalla            | Prueba             |
| ------------------ | ------------------ | ------------------ | ------------------ |
| 2025               | Engadina (Suiza)   | Medalla de plata   | Slopestyle         |

| X Games de Invierno | X Games de Invierno    | X Games de Invierno | X Games de Invierno |
| Año                 | Lugar                  | Medalla             | Prueba              |
| ------------------- | ---------------------- | ------------------- | ------------------- |
| 2022                | Aspen (Estados Unidos) | Medalla de plata    | Big air             |
| 2023                | Aspen (Estados Unidos) | Medalla de oro      | Big air             |
| 2023                | Aspen (Estados Unidos) | Medalla de plata    | Slopestyle          |
| 2024                | Aspen (Estados Unidos) | Medalla de bronce   | Slopestyle          |
| 2025                | Aspen (Estados Unidos) | Medalla de bronce   | Slopestyle          |